# Lexell (Mondkrater)
Lexell ist ein Einschlagkrater im Süden der Mondvorderseite, südliche des Mare Nubium, im Inneren des Ringgebirges Deslandres, an dessen südlichem Rand.
Der Krater ist vor allem im nördlichen Bereich stark erodiert.
| Buchstabe | Position          | Durchmesser | Link |
| --------- | ----------------- | ----------- | ---- |
| A         | 36,92° S, 1,46° W | 34 km       |      |
| B         | 37,28° S, 3,52° W | 22 km       |      |
| D         | 36,17° S, 0,84° W | 18 km       |      |
| E         | 37,24° S, 0,5° W  | 13 km       |      |
| F         | 36,55° S, 5,47° W | 8 km        |      |
| G         | 37,32° S, 5,04° W | 9 km        |      |
| H         | 36,59° S, 5° W    | 9 km        |      |
| K         | 35,97° S, 6,59° W | 10 km       |      |
| L         | 36,05° S, 6,22° W | 7 km        |      |

Der Krater wurde 1935 von der IAU nach dem schwedisch-russischen Mathematiker und Astronomen Anders Johan Lexell offiziell benannt.